# Trichopsychoda africanus
Trichopsychoda africanus är en tvåvingeart som beskrevs av Satchell 1955. Trichopsychoda africanus ingår i släktet Trichopsychoda och familjen fjärilsmyggor. Inga underarter finns listade i Catalogue of Life.